# Карроутейг
Карроутейг (англ. Carrowteige; ирл. Ceathrú Thaidhg) — деревня в Ирландии, находится в графстве Мейо (провинция Коннахт). Является частью Гэлтахта, причём входит в число четырёх поселений Ирландии, где ирландский язык в быту использует большинство населения (более 2/3) — так называемых гэлтахтов категории «А».